# Rábahídvég
Rábahídvég là một thị trấn thuộc hạt Vas, Hungary. Thị trấn này có diện tích 22,41 km², dân số năm 2010 là 960 người, mật độ 43 người/km².